# Hans Eidenbenz
Hans Eidenbenz (Bad Ragaz, 30 de gener de 1900 - 29 d'agost del 1987) fou un esquiador suís que competí a la dècada del 1920.
Especialista en combinada nòrdica, va participar en els Jocs Olímpics d'Hivern de 1924 disputats a Chamonix (França) finalitzant 15è en la prova de combinada nòrdica, 23è en la prova de salt amb esquís i 25è en la prova d'esquí de fons de 18 km. En els Jocs Olímpics d'Hivern de 1928 realitzats a Sankt Moritz fou el responsable de realitzar el jurament olímpic i finalitzà en la 19a posició de la combinada nòrdica.